# Anfisa Reztsova
Anfisa Anatolyevna Reztsova (en russe : Анфиса Анатольевна Резцова), née Romanova le 16 décembre 1964 en RSFS de Russie et morte le 19 octobre 2023, est une fondeuse et biathlète soviétique puis russe.
Elle est la seule athlète à avoir remporté un titre olympique en ski de fond (relais en 1988) et en biathlon (sprint en 1992 et relais en 1994). Elle remporte aussi deux fois la Coupe du monde de biathlon en 1992 et 1993.

## Biographie

### Une première carrière en ski de fond
Après un titre de championne du monde junior du cinq kilomètres en 1984, Anfisa Reztsova commence sa carrière internationale dans le ski de fond, prenant part à la Coupe du monde de ski de fond en 1984-1985, pour monter sur son premier podium à la quatrième course (dix kilomètres de Klingenthal). Elle remporte son premier titre mondial en relais cet hiver, pour conserver ce titre en 1987. Aux Championnats du monde 1987, à Oberstdorf, elle est deux fois médaillée d'argent en individuel au cinq et au vingt kilomètres. Elle figure aussi deuxième au classement général de la Coupe du monde, compétition dans laquelle elle totalise dix podiums, sans parvenir à la victoire.
Aux Jeux olympiques d'hiver de 1988, elle décroche une nouvelle médaille d'argent sur le vingt kilomètres, accompagnant ses compatriotes Tamara Tikhonova (1re) et Raissa Smetanina (3e). Sur le relais, elle contribue à la victoire des Soviétiques. C'est sur cela que Reztsova se redirige vers le biathlon.

### Carrière de biathlète
Anfisa Reztsova effectue sa première saison internationale officielle en 1990-1991, où elle obtient une victoire sur une course par équipes. En 1992, elle passe à la vitesse supérieure, remportant rapidement sa première course individuelle en Coupe du monde (la première aussi en comptant le ski de fond) à Ruhpolding (sprint). À Albertville, elle court ses deuxièmes Jeux olympiques, mais les premiers en biathlon et pour l'Équipe unifiée, remportant la première épreuve olympique féminine de biathlon au sprint, malgré trois fautes au tir, devant Antje Harvey, puis obtient la médaille de bronze au relais. Lors des trois étapes restantes de l'hiver, elle récolte à chaque fois une victoire, dont une sur l'individuel à Holmenkollen. De ce fait, elle remporte le classement général de la Coupe du monde. À la course par équipes de Novossibirsk, comptant pour le championnat du monde 1992, elle est médaillée d'argent, pour son seul podium en mondial. En 1993, elle gagne encore plus de courses : six, dont deux à Oberhof et deux à Lillehammer. Elle conserve ainsi le gain de la Coupe du monde.
En 1994, elle est absente des podiums individuels, mais remporte un deuxième titre olympique, cette fois-ci sur le relais avec Natalia Talanova, Natalia Snitina et Luiza Noskova.

### Un retour sur le ski de fond
En 1998, après une interruption de sa carrière sportive pendant trois ans, Anfisa Reztsova prend de nouveau part aux compétitions internationales de ski de fond. Elle retrouve un nouveau souffle qui lui permet de lutter avec le top dix en permanence, montant même sur son dixième podium individuel en Coupe du monde à Seefeld sur le cinq kilomètres derrière Nina Gravilyuk. Elle prend part juste après aux Championnats du monde à Ramsau, où elle décroche son troisième titre au relais avec Olga Danilova, Larisa Lazutina et Nina Gravilyuk. Elle prend aussi la quatrième place à la poursuite.
Elle dispute son ultime saison dans le sport de haut niveau en 1999-2000, gagnant un relais à Kiruna.
Plus tard, elle confesse l'usage de substances dopantes durant la saison 1998-1999.

### Famille
Anfisa Reztsova est la mère de Daria Virolaïnen et Kristina Reztsova, biathlètes actives dans les années 2010.

## Palmarès en ski de fond

### Jeux olympiques
- Jeux olympiques d'hiver de 1988 à Calgary :
  -  Médaille d'or au relais 4 × 5 km en ski de fond.
  -  Médaille d'argent sur le 20 km en ski de fond.

### Championnats du monde
- Mondiaux 1985 à Seefeld :
  -  Médaille d'or au relais 4 × 5 km.
- Mondiaux 1987 à Oberstdorf :
  -  Médaille d'or au relais 4 × 5 km.
  -  Médaille d'argent sur le 5 km.
  -  Médaille d'argent sur le 20 km.
- Mondiaux 1999 à Ramsau am Dachstein :
  -  Médaille d'or en relais 4 × 5 km.

### Coupe du monde de ski de fond
- Meilleur classement général : 2e en 1987.
- 10 podiums individuels : 9 deuxièmes places et 1 troisième place.
- 4 victoires en relais[2].

#### Classements annuels
| Année | Classement général final |
| 1985  | 6e                       |
| 1986  | 15e                      |
| 1987  | 2e                       |
| 1988  | 13e                      |
| 1999  | 9e                       |
| 2000  | 32e                      |

## Palmarès en biathlon

### Jeux olympiques
| Épreuve / Édition   | Individuel | Sprint                         | Relais                              |
| ------------------- | ---------- | ------------------------------ | ----------------------------------- |
| JO 1992 Albertville | 26e        | Médaille d'or, Jeux olympiques | Médaille de bronze, Jeux olympiques |
| JO 1994 Lillehammer | 26e        | 32e                            | Médaille d'or, Jeux olympiques      |

Légende :
- — : pas de participation à l'épreuve.

### Championnats du monde
| Mondiaux \ Épreuve      | individuel     | Sprint         | Relais         | Course par équipes       |
| 1992 Novossibirsk       | JO Albertville | JO Albertville | JO Albertville | Médaille d'argent, monde |
| 1993 Borovets           | 11e            | 11e            | -              | 5e                       |
| 1995 Antholz-Anterselva | -              | 20e            | 6e             | -                        |

Légende :

 : deuxième place, médaille d'argent

— : pas de participation à cette épreuve

### Coupe du monde
- Vainqueur du classement général en 1992 et 1993.
- 16 podiums individuels : 11 victoires, 2 deuxièmes places et 3 troisièmes places.
- 2 victoires en relais et 2 par équipes.

#### Détail des victoires individuelles
| Édition / Épreuve | Individuel          | Sprint                                                         | Total |
| 1991-1992         | Oslo                | Ruhpolding Albertville (Jeux olympiques) Fagernes Novossibirsk | 5     |
| 1992-1993         | Oberhof Lillehammer | Oberhof Lillehammer Östersund Kontiolahti                      | 6     |
| Total             | 3                   | 8                                                              | 11    |

#### Classements annuels
| Année | Classement général final |
| 1991  | 48e                      |
| 1992  | 1re                      |
| 1993  | 1re                      |
| 1994  | 54e                      |

## Distinction
- Maître émérite du sport de l'URSS